# St. Josef (Opole)

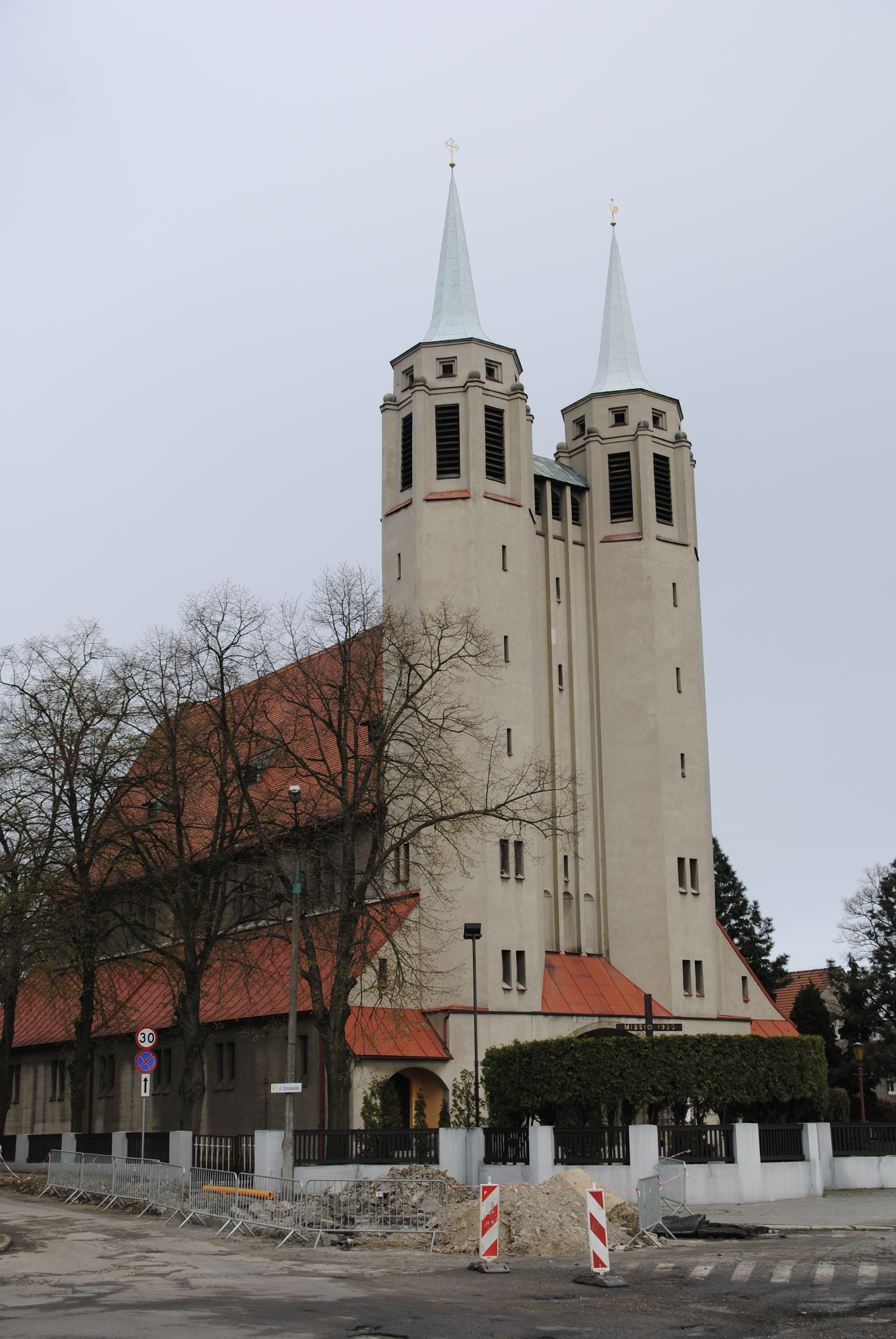
Hauptansicht mit der Doppelturmfassade

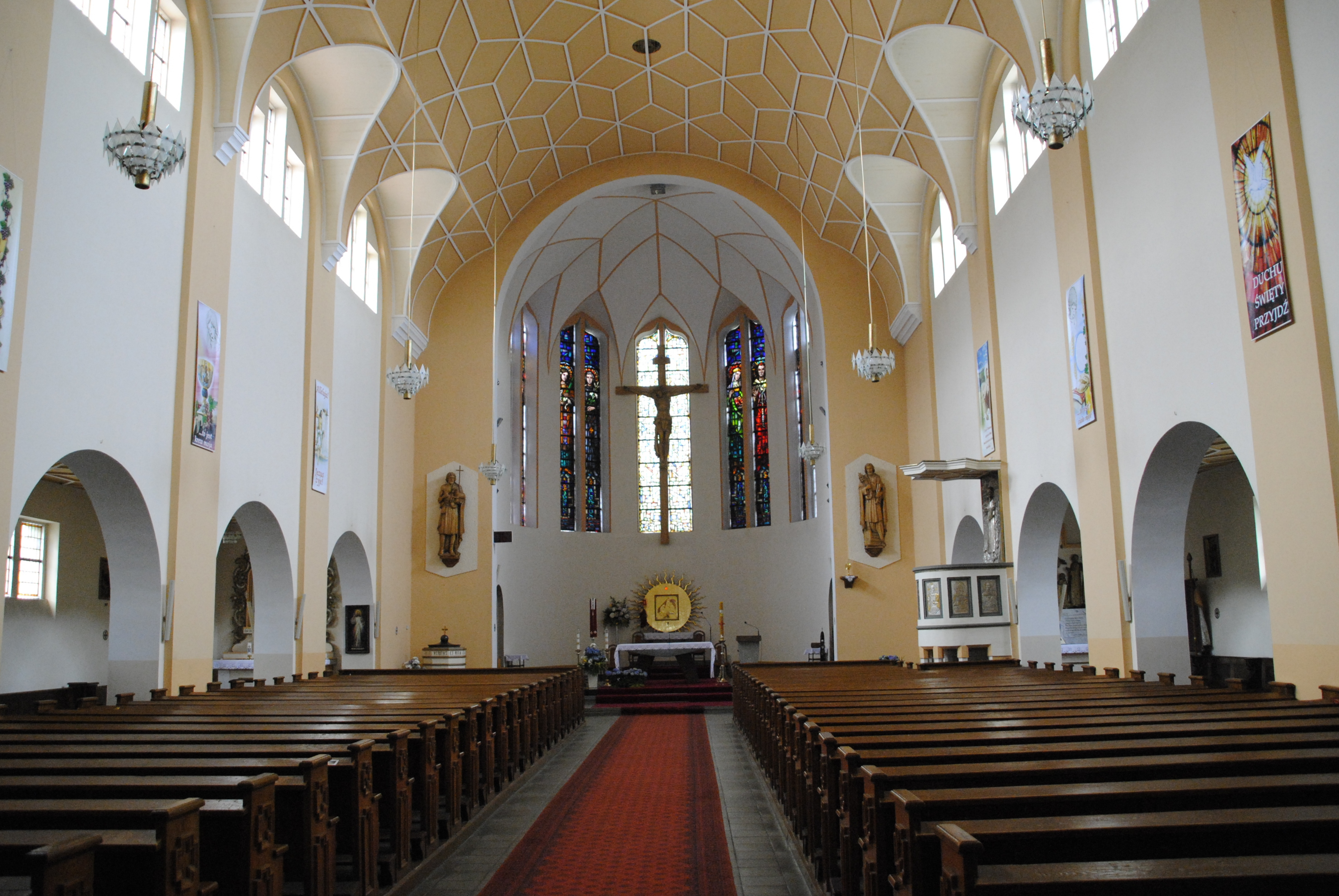
Blick in den Innenraum

Die St.-Josefs-Kirche ist eine römisch-katholische Kirche in der Stadt Opole im Stadtteil Szczepanowice im Bistum Opole.

## Geschichte
Erste Bestrebungen zum Bau einer eigenen Kirche für die Dörfer Szczepanowitz, Vogtsdorf und Winau reichen bis in das 19. Jahrhundert zurück. 
Die lange verfolgte Bauabsicht konnte aber erst in den 1920er Jahren durch Josef Kubis, den Pfarrer der Heilig-Kreuz-Kirche in Oppeln, verwirklicht werden. Nach Entwürfen des Architekten Arthur Kickton in Potsdam begann der Bau der Kirche im Frühjahr 1928 und konnte bereits 1929 fertiggestellt werden. Im gleichen Jahr wurde die eigenständige Pfarrei gegründet. Am 6. Oktober 1929 wurde das Gotteshaus in Anwesenheit des Breslauer Bischofs Adolf Bertram dem Heiligen Josef geweiht, dem Schutzpatron der Arbeiter. Erster Pfarrer der Gemeinde wurde Karol Tokarz, der das Amt bis 1975 ausübte. 
1931 wurde auf dem Nachbargrundstück das Pfarrhaus gebaut. Ende der 1990er wurde die Technik im Inneren der Kirche erneuert. 2004 wurde auf dem Grundstück neben der Kirche ein modernes Altersheim gebaut. 

### Priester
- Karol Tokarz (1929–1975)[1]
- Hubert Skomudek (1976–1991)
- Zygmunt Lubieniecki (1991– )